# Zone 51 (X-Files)
Pour l'aire géographique aux États-Unis, voir Zone 51.
Zone 51 (Dreamland) est un double épisode constituant les 4e et 5e épisodes de la saison 6 de la série télévisée X-Files. Dans cet épisode, l'esprit de Mulder se retrouve dans le corps de Morris Fletcher, un responsable de la zone 51, et vice versa. Alors que Mulder cherche à retrouver son corps, Fletcher se satisfait de la situation.
C'est le premier double épisode de la série à ne pas être relié à l'arc narratif principal concernant la conspiration. Il est notable pour son ton humoristique et pour la scène où Mulder danse devant un miroir qui lui renvoie le reflet de Fletcher, clin d'œil à une scène du film La Soupe au canard (1933). Il a reçu un accueil mitigé de la critique.

## Résumé

### Première partie
Après avoir reçu un tuyau d'un informateur travaillant dans la zone 51 et concernant la présence d'OVNI, Mulder et Scully se rendent sur les lieux. Sur la route, ils sont arrêtés par des soldats commandés par Morris Fletcher. Un mystérieux appareil émettant une lumière aveuglante les survole à ce moment. Les esprits de Mulder et Fletcher sont échangés, chacun passant dans le corps de l'autre. Scully et Fletcher, désormais dans le corps de Mulder, font ensuite demi-tour et rentrent au siège du FBI. Mulder fait quant à lui la découverte de certaines installations de la zone 51, ainsi que l'apprentissage de la vie familiale de Fletcher, qui a des relations tendues avec sa femme et ses deux enfants.
L'engin spatial secret qui s'est écrasé est retrouvé, le corps de l'un des deux pilotes ayant partiellement fusionné avec un rocher alors que la conscience de l'autre a été intervertie avec celle de Lana Chee, une vieille Hopi. Mulder téléphone à Scully en lui expliquant ce qui s'est passé mais Scully ne le croit pas. De son côté, Fletcher, ravi de se retrouver dans la peau de Mulder, collabore avec la hiérarchie et délaisse les « Affaires non classées » à la grande surprise, puis à la colère, de Scully. Celle-ci décide d'enquêter seule pour trouver qui lui a téléphoné et se rend chez Fletcher. Mulder tente désespérément de la convaincre de son identité mais Scully reste sceptique. Mulder lui donne rendez-vous dans la nuit pour lui apporter une preuve formelle mais Fletcher intrigue pour le faire arrêter en faisant croire qu'il est l'informateur de la zone 51.

### Deuxième partie
Scully est mise à pied et commence à se demander si les esprits de Mulder et Fletcher n'ont pas vraiment été échangés. Mulder est libéré car son supérieur, le général Wegman, affirme que la preuve qu'il comptait livrer au FBI était un leurre. Pendant ce temps, Fletcher essaie de séduire Scully et celle-ci feint de jouer le jeu, avant de lui passer des menottes et de lui faire avouer la vérité. L'informateur de Mulder téléphone à ce moment et Scully arrange un rendez-vous dans un bar de Rachel. Fletcher s'y rend, découvrant que l'informateur est le général Wegman et que c'est lui qui a saboté l'engin spatial. Wegman lui donne la preuve, un enregistreur de vol, mais le bar est surveillé par les militaires. Fletcher arrive à repartir avec Scully grâce à l'aide de Wegman et de Mulder, qui se trouvait aussi dans le bar avec la femme de Fletcher.
Scully et Fletcher font faire examiner l'enregistreur de vol par les Lone Gunmen. Pendant ce temps, Wegman, qui sait désormais que les consciences de Fletcher et Mulder ont été interverties, apprend à Mulder que les militaires de la zone 51 ne font que piloter les OVNI mais ne savent pas comment ils fonctionnent, ni d'où ils viennent. Scully et Grodin, un des deux adjoints de Fletcher, découvrent chacun de leur côté que la courbure de l'espace-temps causée par le sabotage de l'OVNI est en train de refluer et que les esprits ayant été échangés peuvent retrouver leurs corps à condition de se trouver à l'endroit exact où l'échange a eu lieu au moment du reflux du temps. Mulder et Fletcher retrouvent ainsi leurs corps, et tous les protagonistes oublient tout des événements des derniers jours, le temps ayant reflué. Lorsqu'il retrouve son appartement, entièrement redécoré par Fletcher, Mulder est néanmoins stupéfait.

## Distribution
- David Duchovny : Fox Mulder
- Gillian Anderson : Dana Scully
- Michael McKean : Morris Fletcher
- John Mahon : le général Wegman
- Michael B. Silver : Howard Grodin
- Scott Allan Campbell : Jeff Smoodge
- Julia Vera : Lana Chee
- Nora Dunn : JoAnne Fletcher
- James Pickens Jr. : Alvin Kersh (première partie seulement)
- Tom Braidwood : Melvin Frohike (deuxième partie seulement)
- Dean Haglund : Richard Langly (deuxième partie seulement)
- Bruce Harwood : John Fitzgerald Byers (deuxième partie seulement)

## Production

### Préproduction
Les scénaristes de l'épisode contactent d'abord Garry Shandling, qui est ami avec David Duchovny, pour jouer le rôle de Morris Fletcher mais Shandling est pris par le tournage de Potins mondains et amnésies partielles (2001). Shandling apparaîtra dans son propre rôle dans l'épisode Hollywood de la saison suivante. Le département du casting dresse alors une liste assez longue d'acteurs potentiels pour jouer le rôle, qui est finalement décroché par Michael McKean, dont le nom figurait parmi les premiers de cette liste. McKean demande toutefois spécifiquement aux scénaristes de ne pas tuer son personnage.

### Tournage

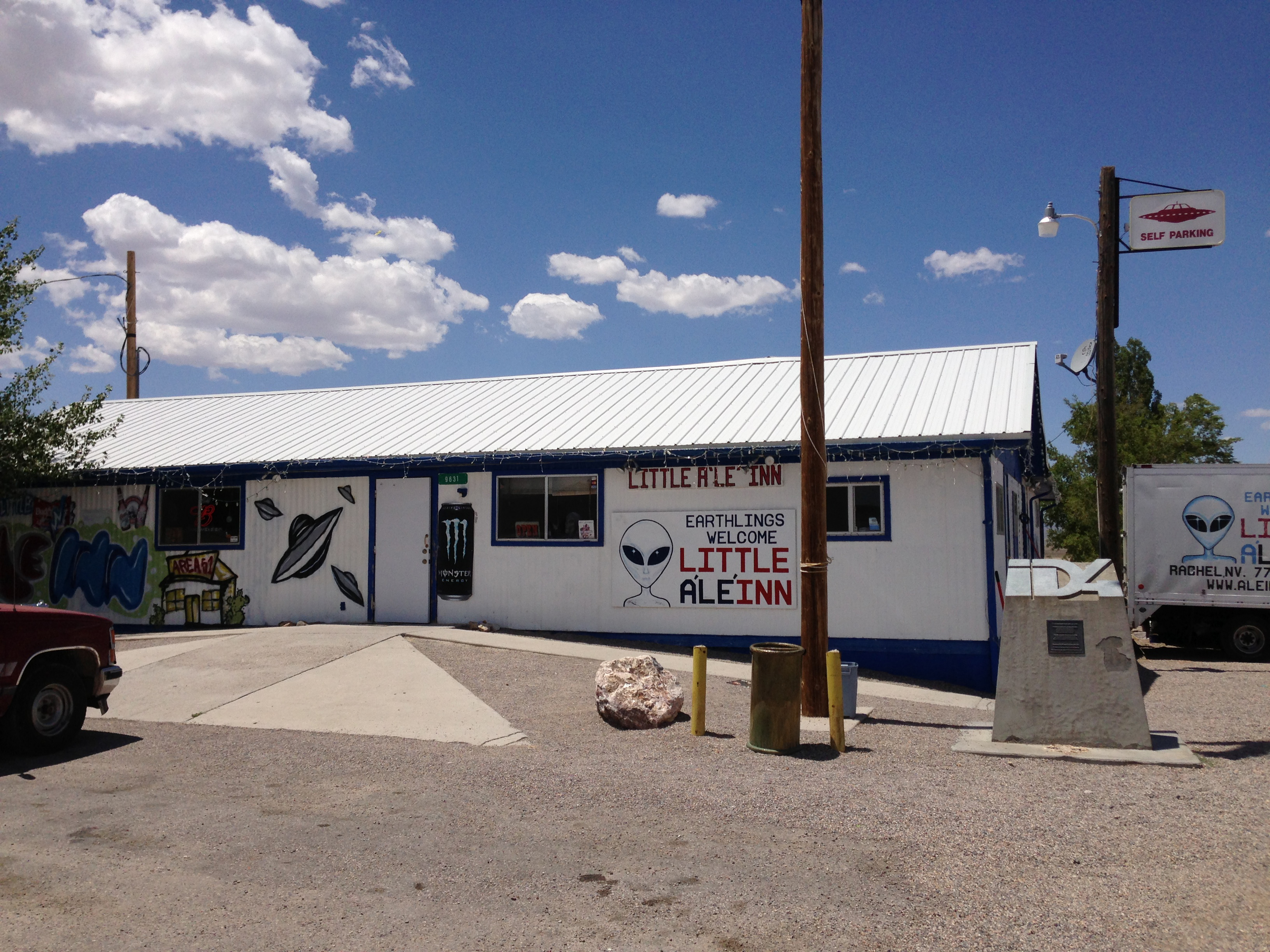
Le bar-restaurant Little A'Le'Inn de Rachel.

Afin de recréer l'environnement désertique de la zone 51, l'équipe de tournage s'installe dans un ranch des environs de Lancaster, à plus de 160 km des studios de Fox à Los Angeles. Plusieurs décors sont créés de toutes pièces, par exemple la station d'essence qui est équipée avec des pompes provenant d'une station venant de fermer. La dernière scène du tournage est d'ailleurs l'explosion de cette station, les bas-côtés de la route où elle a été construite étant ensuite remis dans leur état initial. Le décor de l'entrée de la zone 51 est filmé à une clôture de la frontière du comté de San Bernardino, alors que le bar dans lequel les personnages se rendent, le Little A'Le'Inn, existe réellement sur la Nevada State Route 375. Son intérieur est toutefois recréé en studio car l'original est bien trop petit. La zone 51, les avions militaires et l'engin spatial sont quant à eux conçus numériquement.
Julia Vera, l'actrice qui joue le rôle de la vieille femme amérindienne, doit porter du maquillage et une prothèse faciale pour se vieillir. Des lentilles de contact spéciales sont également créées pour lui donner un regard opaque. Il lui faut d'ailleurs cinq prises pour envoyer son mégot de cigarette sur David Duchovny tellement les lentilles gênent sa vision. Les effets spéciaux de la courbure temporelle sont à l'origine l'arrivée d'une sorte de « drap bleu » mais cet effet est jugé peu convaincant et il est remplacé par une impression de flou.
La scène où Mulder danse devant un miroir qui lui renvoie le reflet de Fletcher est un hommage à une scène du film des Marx Brothers La Soupe au canard (1933). La production décide initialement de créer cette scène par infographie, bien que l'emploi de cette technique augmente significativement le budget de l'épisode. Michael McKean et David Duchovny se portent toutefois volontaires pour tourner la scène de façon conventionnelle en chorégraphiant leurs mouvements. Tous deux s'entraînent d'abord pendant une semaine et demie puis, lors du tournage, deux décors de la chambre sont construits l'un en face de l'autre et un métronome est présent sur le plateau pour que les deux acteurs soient parfaitement synchronisés. L'instrument est ensuite effacé en postproduction,. L'infographie est seulement utilisée pour le moment où Mulder souffle sur le miroir, produisant de la buée. Selon le réalisateur Kim Manners, il ne faut pas moins de douze prises pour que le plan soit dans la boîte.

## Accueil

### Audiences
Lors de sa première diffusion aux États-Unis, la première partie de l'épisode réalise un score de 10,1 sur l'échelle de Nielsen, avec 15 % de parts de marché, et est regardée par 17,48 millions de téléspectateurs. La deuxième partie obtient quant à elle un score de 10, avec 15 % de parts de marché, et est suivie par 17,01 millions de téléspectateurs. La promotion télévisée de la première partie est réalisée avec le slogan « What if you could discover the truth... by living inside another man's body? » (en français « Et si vous pouviez découvrir la vérité... en étant dans le corps d'un autre homme ? ») alors que l'accroche de la deuxième partie est « Can he get back? » (en français « Peut-il revenir ? »).

### Accueil critique
L'épisode a reçu un accueil contrasté de la critique. Rob Bricken, du site Topless Robot, le classe à la 4e place des épisodes les plus drôles de toute la série. Pour Kerry Fall, du site DVD Journal, cet épisode « brillant » est « l'un des meilleurs » de toute la série. Le site Le Monde des Avengers évoque un « double épisode particulièrement divertissant et tonique » qui est « une satire corrosive de la mythologie existant autour de la fameuse Zone 51 », Michael McKean apportant par ailleurs à son personnage « une présence étonnante et une verve irrésistible » alors que David Duchovny « se révèle un acteur comique vraiment génial ». Christine Seghers, du site IGN, classe Michael McKean à la 9e place des meilleurs acteurs invités de la série, notant qu'il « joue les connards mielleux à la perfection ».
Les chroniqueurs du site The A.V. Club donnent respectivement aux deux parties les notes de B+ et B-. La première partie est qualifiée de très divertissante, malgré certaines scènes de remplissage « répétitives », avec une mention spéciale pour l'interprétation de Michael McKean ; alors que dans la deuxième partie « l'attrait de la nouveauté s'est estompé », et même si certaines scènes comiques fonctionnent bien, « tous les meilleurs gags » étaient dans la première partie et ce double épisode aurait pu être condensé en un seul bien plus percutant,. Dans son livre, Tom Kessenich qualifie la première partie de divertissement de qualité mais trouve que la deuxième « fait penser à un délire de drogué ».
Paula Vitaris, de Cinefantastique, donne respectivement aux deux parties les notes de 2,5/4 et 2/4, évoquant une « comédie qui tourne à l'aigre » malgré quelques scènes efficaces, et un scénario de la deuxième partie « tout simplement illogique ». Dans leur livre sur la série, Robert Shearman et Lars Pearson donnent à l'épisode la note de 2/5, estimant qu'il manque « de structure et de pertinence ».